# Le Temple (Loir-et-Cher)
Pour les articles homonymes, voir Le Temple.
Le Temple est une commune française située dans le département de Loir-et-Cher, en région Centre-Val de Loire.
Localisée au nord du département, la commune fait partie de la grande région du Perche, région naturelle accidentée composée de  vallons, de plateaux, de collines, de crêtes et de vallées. Elle est drainée par des petits cours d'eau.
L'occupation des sols est marquée par l'importance des espaces agricoles et naturels qui occupent la quasi-totalité du territoire communal. Un espace naturel d'intérêt est présent sur la commune :  et un espace naturel sensible,  En 2010, l'orientation technico-économique de l'agriculture sur la commune est la culture des céréales et des oléoprotéagineux. À l'instar du département qui a vu disparaître le quart de ses exploitations en dix ans, le nombre d'exploitations agricoles a fortement diminué, passant de 19 en 1988, à 7 en 2000, puis à 6 en 2010.
Avec 186 habitants en 2019, la commune fait partie des 43 communes les plus faiblement peuplées de Loir-et-Cher.

## Géographie

### Localisation et communes limitrophes
La commune du Temple se trouve au nord du département de Loir-et-Cher, dans le Perche,. À vol d'oiseau, elle se situe à 48,1 km  de Blois, préfecture du département, à 18,3 km de Vendôme, sous-préfecture, et à 11,1 km de Savigny-sur-Braye, chef-lieu du canton du Perche dont dépend la commune depuis 2015. La commune fait en outre partie du bassin de vie de Mondoubleau.
Les communes les plus proches sont : Beauchêne (2,7 km), Épuisay (3,6 km), Saint-Marc-du-Cor (4,6 km), Cormenon (5,1 km), Sargé-sur-Braye (6,2 km), Mondoubleau (6,2 km), Choue (7,4 km), Baillou (8 km)  et Romilly (8 km).
| Cormenon        | Choue   | Saint-Marc-du-Cor |
|                 | Temple  | Beauchêne         |
| Sargé-sur-Braye | Épuisay | Danzé             |

### Paysages et relief
Dans le cadre de la Convention européenne du paysage, adoptée le 20 octobre 2000 et entrée en vigueur en France le 1er juillet 2006, un atlas des paysages de Loir-et-Cher a été élaboré en 2010 par le CAUE de Loir-et-Cher, en collaboration avec la DIREN Centre (devenue DREAL en 2011), partenaire financier. Les paysages du département s'organisent ainsi en huit grands ensembles et 25 unités de paysage,. La commune fait partie de l'unité de paysage du « Perche Gouët », au sein du Perche.
Le Perche présente des successions de vallons et de collines, dégageant des vues alternativement intimes et ouvertes et offrant de riches paysages, contrastant avec les autres paysages du département, marqués par de grandes étendues des plateaux  et de larges vallées, et constituant ainsi une exception. Cette forme mouvementée des reliefs s'explique par la nature argileuse des sols dans lesquels les rivières et ruisseaux y ont facilement sculpté des vallons et vallées successives aux profils arrondis.
L'altitude du territoire communal varie de 144 mètres à 208 mètres,.

### Hydrographie

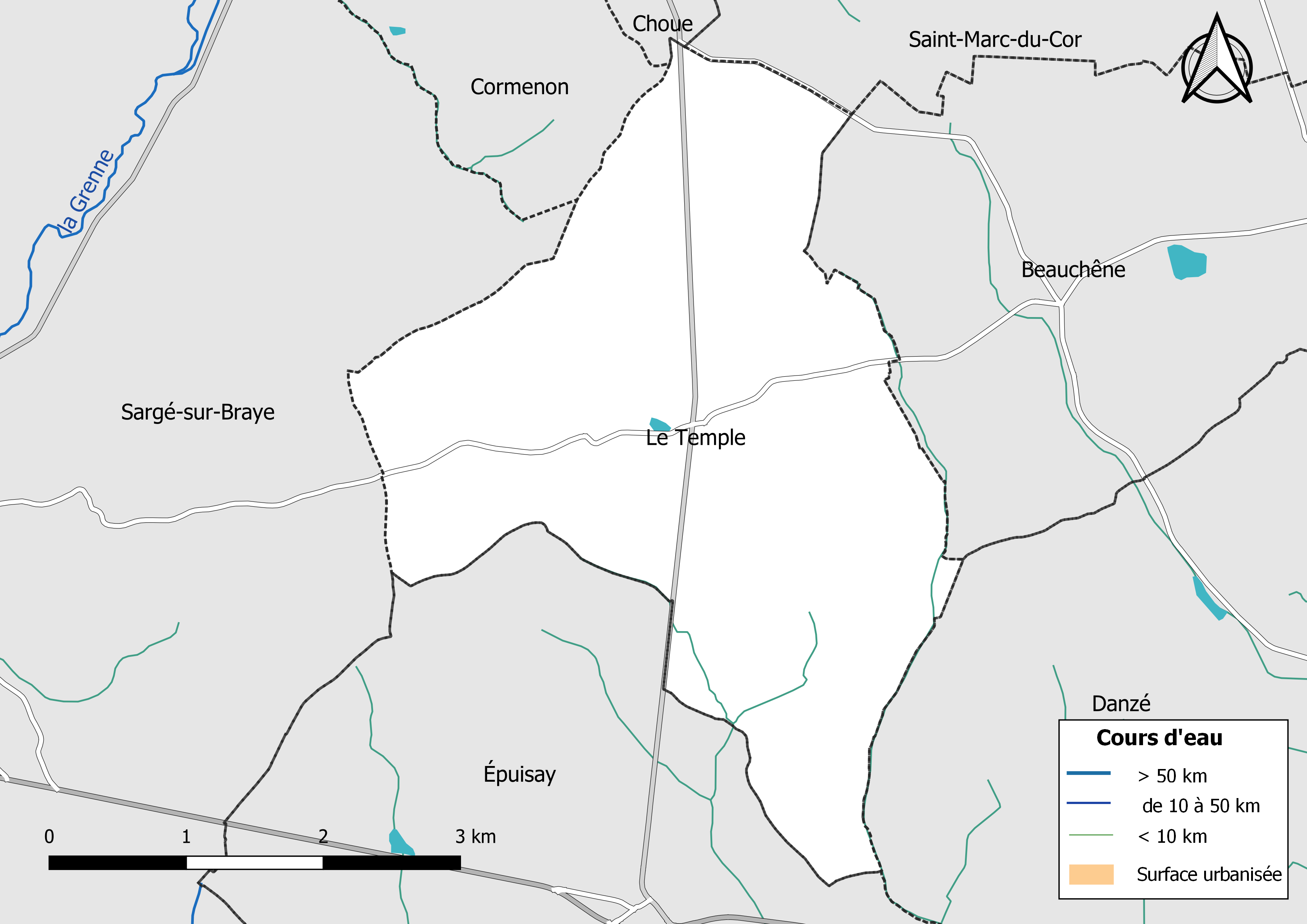
Réseau hydrographique duTemple.

La commune est drainée par des petits cours d'eau, constituant un réseau hydrographique de 4,16 km de longueur totale.

### Climat
Pour des articles plus généraux, voir Climat du Centre-Val de Loire et Climat de Loir-et-Cher.
En 2010, le climat de la commune est de type climat océanique dégradé des plaines du Centre et du Nord, selon une étude du CNRS s'appuyant sur une série de données couvrant la période 1971-2000. En 2020, Météo-France publie une typologie des climats de la France métropolitaine dans laquelle la commune est exposée à un climat océanique altéré et est dans la région climatique Moyenne vallée de la Loire, caractérisée par une bonne insolation (1 850 h/an) et un été peu pluvieux.
Pour la période 1971-2000, la température annuelle moyenne est de 10,8 °C, avec une amplitude thermique annuelle de 15,1 °C. Le cumul annuel moyen de précipitations est de 725 mm, avec 11,8 jours de précipitations en janvier et 7,4 jours en juillet. Pour la période 1991-2020, la température moyenne annuelle observée sur la station météorologique de Météo-France la plus proche, sur la commune de Choue à 7 km à vol d'oiseau, est de 11,9 °C et le cumul annuel moyen de précipitations est de 645,6 mm,. Pour l'avenir, les paramètres climatiques de la commune estimés pour 2050 selon différents scénarios d'émission de gaz à effet de serre sont consultables sur un site dédié publié par Météo-France en novembre 2022.

### Milieux naturels et biodiversité

#### Inventaire patrimonial naturel
Aucun espace naturel présentant un intérêt patrimonial n'est recensé sur la commune dans l'inventaire national du patrimoine naturel,,.

#### Espaces naturels sensibles
Dans le cadre de sa politique environnementale, le Conseil départemental labellise certains sites au patrimoine naturel remarquable, les « espaces naturels sensibles », dans le but de les préserver, les faire connaître et les valoriser. Vingt-six sites sont ainsi identifiés dans le département dont un situé sur le territoire communal : le « Vieux bocage du Perche », caractérisé par du bocage,présentant un intérêt ornithologique et pour son paysage.

## Urbanisme

### Typologie
Au 1er janvier 2024, Le Temple est catégorisée commune rurale à habitat très dispersé, selon la nouvelle grille communale de densité à sept niveaux définie par l'Insee en 2022.
Elle est située hors unité urbaine. Par ailleurs la commune fait partie de l'aire d'attraction de Vendôme, dont elle est une commune de la couronne,. Cette aire, qui regroupe 57 communes, est catégorisée dans les aires de moins de 50 000 habitants,.

### Occupation des sols
L'occupation des sols est marquée par l'importance des espaces agricoles et naturels (100 %). La répartition détaillée ressortant de la base de données européenne d'occupation biophysique des sols Corine Land Cover millésimée 2012 est la suivante : 

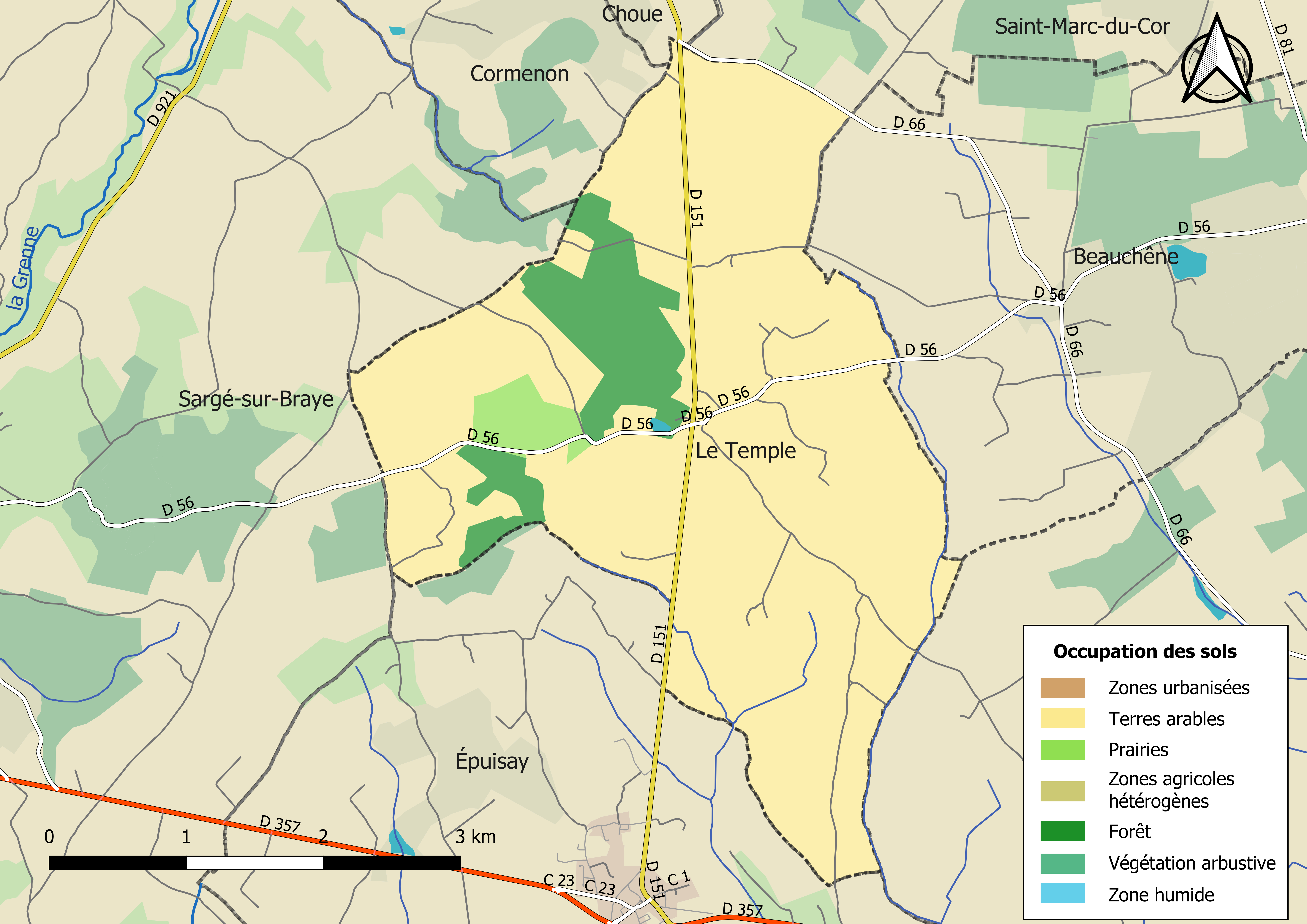
Infrastructures et occupation des sols de la commune duTemple.

terres arables (89,9 %), 
prairies (0,5 %), 
forêts (10,1 %).

### Planification
La loi SRU du 13 décembre 2000 a incité fortement les communes à se regrouper au sein d'un établissement public, pour déterminer les partis d'aménagement de l'espace au sein d'un SCoT, un document essentiel d'orientation stratégique des politiques publiques à une grande échelle. La commune est dans le territoire du  SCOT des Territoires du Grand Vendômois, approuvé en 2006 et dont la révision a été prescrite en 2017, pour tenir compte de l'élargissement de périmètre,.
En matière de planification, la commune disposait en 2017 d'une carte communale approuvée, un plan local d'urbanisme était en élaboration.

### Habitat et logement
Le tableau ci-dessous présente la typologie des logements au Temple en 2016 en comparaison avec celle du Loir-et-Cher et de la France entière. Une caractéristique marquante du parc de logements est ainsi une proportion de résidences secondaires et logements occasionnels (11,7 %) inférieure à celle du département (18 %) mais supérieure à celle de la France entière (9,6 %). Concernant le statut d'occupation de ces logements, 75,9 % des habitants de la commune sont propriétaires de leur logement (79,2 % en 2011), contre 68,1 % pour le Loir-et-Cher et 57,6 pour la France entière.
|                                                         | Le Temple | Loir-et-Cher | France entière |
| ------------------------------------------------------- | --------- | ------------ | -------------- |
| Résidences principales (en %)                           | 71,2      | 74,5         | 82,3           |
| Résidences secondaires et logements occasionnels (en %) | 11,7      | 18           | 9,6            |
| Logements vacants (en %)                                | 17,1      | 7,5          | 8,1            |

### Risques majeurs
Le territoire communal duTemple est vulnérable à différents aléas naturels :  climatiques (hiver exceptionnel ou canicule), mouvements de terrains ou sismique (sismicité très faible),.
Les mouvements de terrains susceptibles de se produire sur la commune sont liés au retrait-gonflement des argiles. Le phénomène de retrait-gonflement des argiles est la conséquence d'un changement d'humidité des sols argileux. Les argiles sont capables de fixer l'eau disponible mais aussi de la perdre en se rétractant en cas de sécheresse. Ce phénomène peut provoquer des dégâts très importants sur les constructions (fissures, déformations des ouvertures) pouvant rendre inhabitables certains locaux. La carte de zonage de cet aléa peut être consultée sur le site de l'observatoire national des risques naturels Georisques.

## Histoire

### Révolution française et Empire

#### Nouvelle organisation territoriale
Le décret de l'Assemblée nationale du 12 novembre 1789 décrète qu'« il y aura une municipalité dans chaque ville, bourg, paroisse ou communauté de campagne », mais ce n'est qu'avec le décret de la Convention nationale du 10 brumaire an II (31 octobre 1793) que la paroisse du Temple devient formellement « commune du Temple »,.
En 1790, dans le cadre de la création des départements, la municipalité est rattachée au canton de Mondoubleau et au district de Mondoubleau. Les cantons sont supprimés, en tant que découpage administratif, par une loi du 26 juin 1793, et ne conservent qu'un rôle électoral, permettant l'élection des électeurs du second degré chargés de désigner les députés,. La Constitution du 5 fructidor an III, appliquée à partir de vendémiaire an IV (1795) supprime les districts, considérés comme des rouages administratifs liés à la Terreur, mais maintient les cantons qui acquièrent dès lors plus d'importance en retrouvant une fonction administrative. Enfin, sous le Consulat, un redécoupage territorial visant à réduire le nombre de justices de paix ramène le nombre de cantons en Loir-et-Cher de 33 à 24. Le Temple est alors rattachée au canton de Mondoubleau et à l'arrondissement de Vendôme par arrêté du 5 vendémiaire an X (26 septembre 1801),,. Cette organisation va rester inchangée pendant près de 150 ans.

### Toponymie
Aus Materas, 1148 (Chartes Vendômoises, n° 132) ; Deffesum [Le Défais], 1176 (Archives Nationales-S 5001b, n° 7) ; Les Materaz, XIIe siècle (Archives Nationales-S 5001b, n° 26) ; Villa Templi, 1205 (Archives Nationales-S 5001b, n° 25) ; Infra cheminum qui transit eundo a villa Templi usque ad Burgum Roberti, 1242 (Bibliothèque nationale de France-Ms 9067, fol. 367, bornage) ; Le Temple, novembre 1399 (Archives Nationales-JJ 154, n° 489, fol. 281 v°) ; Le Temple de la Champigneulle, 1610 (Archives Nationales-P 773, n° 66 a) ; Le Temple, XVIIIe siècle (carte de Cassini) ; Le Temple, décret du 5 vendémiaire an IX (application de la loi du 8 pluviôse an IX).

Démembrement de la paroisse de Sargé-sur-Braye. 

Le nom de la commune vient de l'ordre du Temple qui y fonda, au XIIe siècle, une commanderie. Celle-ci fut dévolue à l'ordre des Hospitaliers de Saint-Jean-de-Jérusalem puis démolie. Il subsiste des bâtiments templiers la chapelle, devenue église paroissiale.

## Politique et administration

### Découpage territorial
La commune duTemple est membre de la communauté de communes des Collines du Perche, un établissement public de coopération intercommunale (EPCI) à fiscalité propre créé le 1er janvier 1994.
Elle est rattachée sur le plan administratif à l'arrondissement de Vendôme, au département de Loir-et-Cher et à la région Centre-Val de Loire, en tant que circonscriptions administratives. Sur le plan électoral, elle est rattachée au canton du Perche depuis 2015 pour l'élection des conseillers départementaux et à la troisième circonscription de Loir-et-Cher pour les élections législatives.

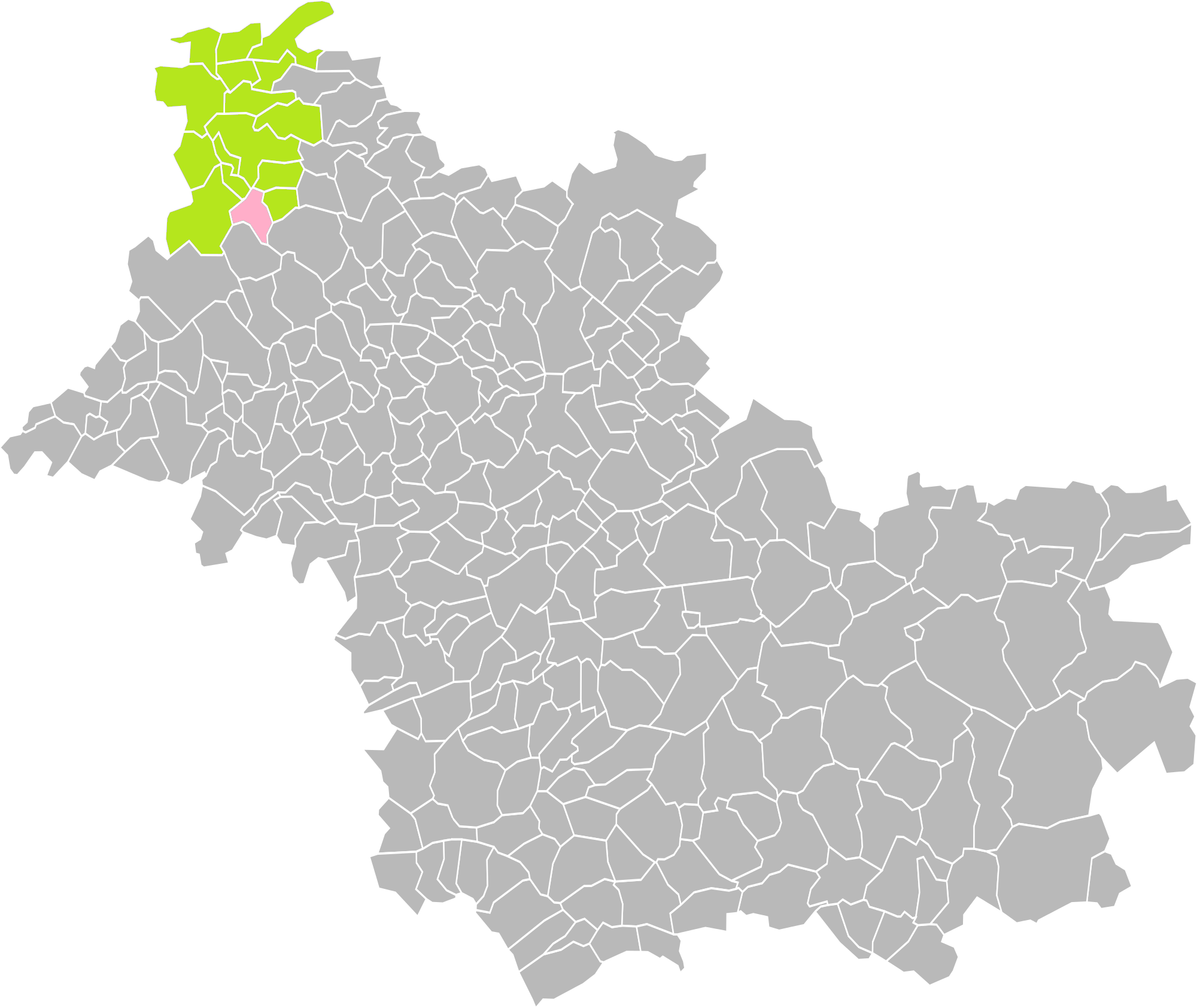
Le Temple dans l'intercommunalité en 2016.
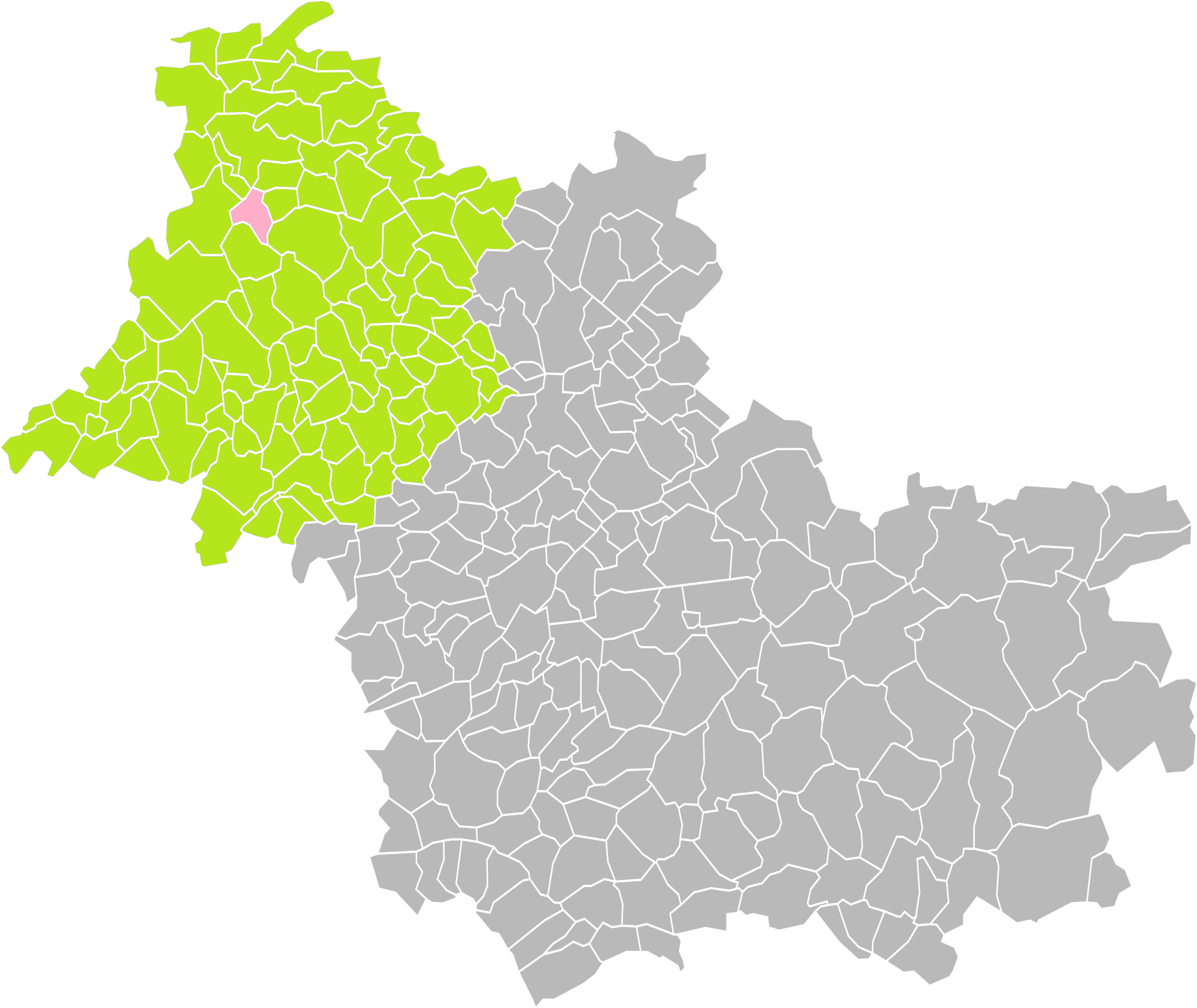
Le Temple dans l'arrondissement de Vendôme en 2016.
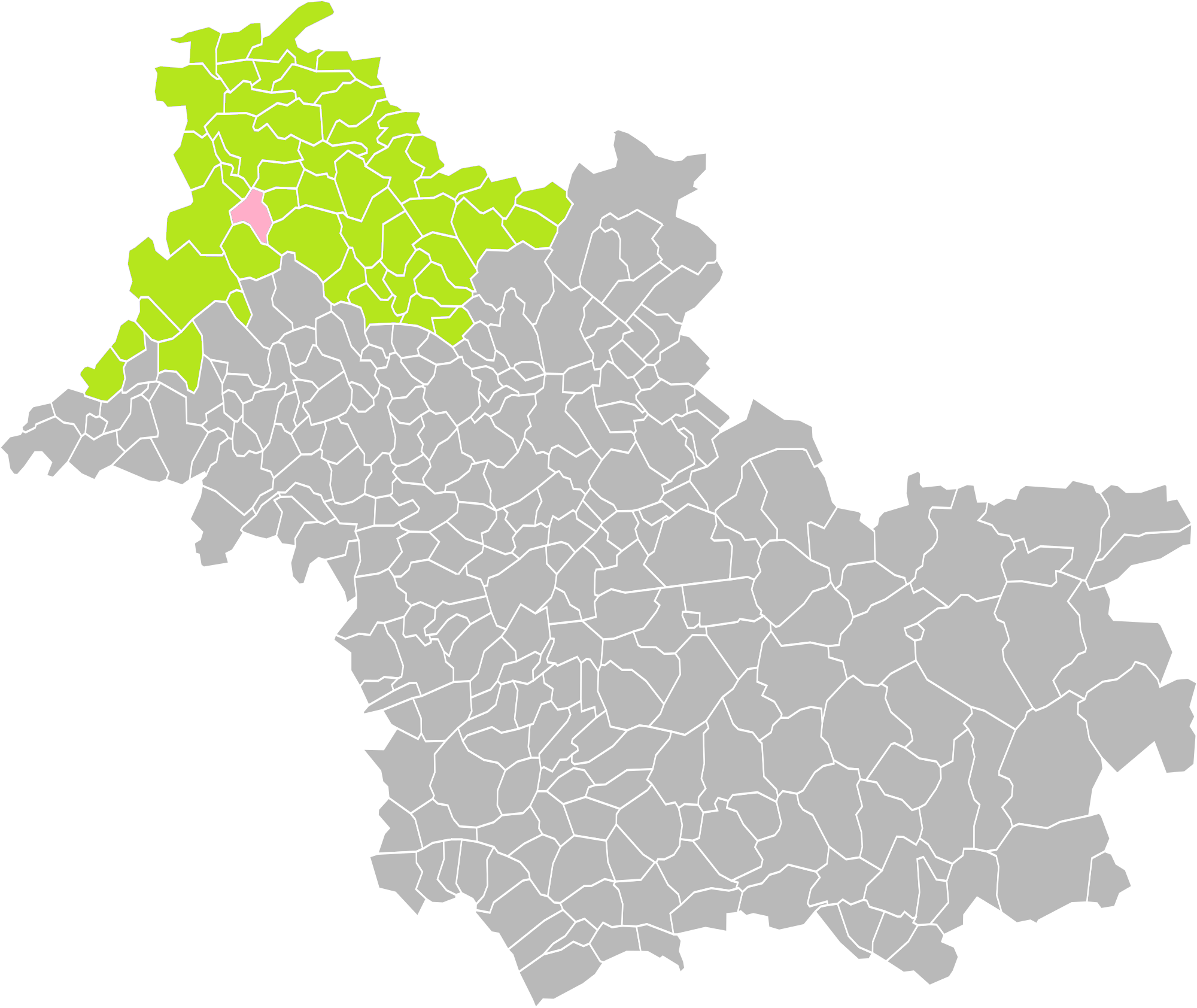
Le Temple dans le canton du Perche en 2016.

### Politique et administration municipale

#### Conseil municipal et maire
Le conseil municipal duTemple, commune de moins de 1 000 habitants, est élu au scrutin majoritaire plurinominal avec listes ouvertes et panachage. Compte tenu de la population communale, le nombre de sièges au conseil municipal est de 11. Le maire, à la fois agent de l'État et exécutif de la commune en tant que collectivité territoriale, est élu par le conseil municipal au scrutin secret lors de la première réunion du conseil suivant les élections municipales, pour un mandat de six ans, c'est-à-dire pour la durée du mandat du conseil.
| Période                                  | Période  | Identité                     | Étiquette | Qualité                              |
| ---------------------------------------- | -------- | ---------------------------- | --------- | ------------------------------------ |
| avant 1981                               | ?        | André de Talance de La Barre |           |                                      |
| mars 2001                                | En cours | Dany Bouhours,               |           | Agriculteur sur moyenne exploitation |
| Les données manquantes sont à compléter. |          |                              |           |                                      |

## Équipements et services

### Eau et assainissement
L'organisation de la distribution de l'eau potable, de la collecte et du traitement des eaux usées et pluviales relève des communes. La compétence eau et assainissement des communes est un service public industriel et commercial (SPIC).

#### Alimentation en eau potable
Le service d'eau potable comporte trois grandes étapes : le captage, la potabilisation et la distribution d'une eau potable conforme aux normes de qualité fixées pour protéger la santé humaine. En 2019, la commune est membre du syndicat intercommunal d'adduction d'eau potable de Sarge-sur-Braye qui assure le service en le délégant à une entreprise privée.

#### Assainissement des eaux usées
En 2019, la commune du Temple gère le service d'assainissement collectif en régie directe, c'est-à-dire avec ses propres personnels, avec le statut de régie à autonomie financière.
Une station de traitement des eaux usées est en service au 1er janvier 2019 sur le territoire communal : 
« Le Temple », un équipement utilisant la technique Faible charge (lit), dont la capacité est de 100 EH, mis en service le 1er juin 1993.

### Sécurité, justice et secours
La sécurité de la commune est assurée par la brigade de gendarmerie de Mondoubleau qui dépend du groupement de gendarmerie départementale de Loir-et-Cher installé à Blois.
En matière de justice, Le Temple relève du conseil de prud'hommes de Blois, de la Cour d'appel d'Orléans (juridiction de Blois), de la Cour d'assises de Loir-et-Cher, du tribunal administratif de Blois, du tribunal de commerce de Blois et du tribunal judiciaire de Blois.

## Population et société

### Démographie

#### Évolution démographique
L'évolution du nombre d'habitants est connue à travers les recensements de la population effectués dans la commune depuis 1793. Pour les communes de moins de 10 000 habitants, une enquête de recensement portant sur toute la population est réalisée tous les cinq ans, les populations de référence des années intermédiaires étant quant à elles estimées par interpolation ou extrapolation. Pour la commune, le premier recensement exhaustif entrant dans le cadre du nouveau dispositif a été réalisé en 2006.

En 2022, la commune comptait 173 habitants, en évolution de −7,98 % par rapport à 2016 (Loir-et-Cher : −1,15 %, France hors Mayotte : +2,11 %).
| 1793 | 1800 | 1806 | 1821 | 1831 | 1836 | 1841 | 1846 | 1851 |
| ---- | ---- | ---- | ---- | ---- | ---- | ---- | ---- | ---- |
| 290  | 344  | 355  | 366  | 428  | 396  | 383  | 398  | 381  |

| 1856 | 1861 | 1866 | 1872 | 1876 | 1881 | 1886 | 1891 | 1896 |
| ---- | ---- | ---- | ---- | ---- | ---- | ---- | ---- | ---- |
| 413  | 380  | 369  | 374  | 345  | 375  | 389  | 384  | 352  |

| 1901 | 1906 | 1911 | 1921 | 1926 | 1931 | 1936 | 1946 | 1954 |
| ---- | ---- | ---- | ---- | ---- | ---- | ---- | ---- | ---- |
| 333  | 334  | 330  | 302  | 287  | 293  | 281  | 289  | 260  |

| 1962 | 1968 | 1975 | 1982 | 1990 | 1999 | 2006 | 2011 | 2016 |
| ---- | ---- | ---- | ---- | ---- | ---- | ---- | ---- | ---- |
| 266  | 224  | 180  | 156  | 150  | 179  | 176  | 175  | 188  |

| 2021 | 2022 | - | - | - | - | - | - | - |
| ---- | ---- | - | - | - | - | - | - | - |
| 178  | 173  | - | - | - | - | - | - | - |

#### Pyramide des âges
La population de la commune est relativement jeune.
En 2018, le taux de personnes d'un âge inférieur à 30 ans s'élève à 34,1 %, soit au-dessus de la moyenne départementale (31,3 %). À l'inverse, le taux de personnes d'âge supérieur à 60 ans est de 28,1 % la même année, alors qu'il est de 31,6 % au niveau départemental.
En 2018, la commune comptait 98 hommes pour 88 femmes, soit un taux de 52,69 % d'hommes, largement supérieur au taux départemental (48,55 %).
Les pyramides des âges de la commune et du département s'établissent comme suit.
| Hommes | Classe d’âge | Femmes |
| ------ | ------------ | ------ |
| 0,0    | 90 ou +      | 1,1    |
| 7,1    | 75-89 ans    | 10,1   |
| 18,2   | 60-74 ans    | 20,2   |
| 24,2   | 45-59 ans    | 20,2   |
| 13,1   | 30-44 ans    | 18,0   |
| 14,1   | 15-29 ans    | 14,6   |
| 23,2   | 0-14 ans     | 15,7   |

| Hommes | Classe d’âge | Femmes |
| ------ | ------------ | ------ |
| 1,1    | 90 ou +      | 2,6    |
| 9,2    | 75-89 ans    | 11,9   |
| 19,7   | 60-74 ans    | 20,4   |
| 20,7   | 45-59 ans    | 20     |
| 16,5   | 30-44 ans    | 16,2   |
| 15,2   | 15-29 ans    | 13,2   |
| 17,6   | 0-14 ans     | 15,7   |

## Économie

### Secteurs d'activité
Le tableau ci-dessous détaille le nombre d'entreprises implantées au Temple selon leur secteur d'activité et le nombre de leurs salariés :
|                                                              | total | % com (% dep) | 0 salarié | 1 à 9 salarié(s) | 10 à 19 salariés | 20 à 49 salariés | 50 salariés ou plus |
| ------------------------------------------------------------ | ----- | ------------- | --------- | ---------------- | ---------------- | ---------------- | ------------------- |
| Ensemble                                                     | 19    | 100,0 (100)   | 15        | 4                | 0                | 0                | 0                   |
| Agriculture, sylviculture et pêche                           | 8     | 42,1 (11,8)   | 6         | 2                | 0                | 0                | 0                   |
| Industrie                                                    | 2     | 10,5 (6,5)    | 1         | 1                | 0                | 0                | 0                   |
| Construction                                                 | 0     | 0,0 (10,3)    | 0         | 0                | 0                | 0                | 0                   |
| Commerce, transports, services divers                        | 8     | 42,1 (57,9)   | 7         | 1                | 0                | 0                | 0                   |
| dont commerce et réparation automobile                       | 0     | 0,0 (17,5)    | 0         | 0                | 0                | 0                | 0                   |
| Administration publique, enseignement, santé, action sociale | 1     | 5,3 (13,5)    | 1         | 0                | 0                | 0                | 0                   |
| Champ : ensemble des activités.                              |       |               |           |                  |                  |                  |                     |

Le secteur agricole est important puisqu'il représente 42,1 % du nombre d'entreprises de la commune (8 sur 19), contre 11,8 % au niveau départemental. 
Sur les 19 entreprises implantées au Temple en 2016, 15 ne font appel à aucun salarié et 4 comptent 1 à 9 salariés.
Au 1er juillet 2017, la commune est classée en zone de revitalisation rurale (ZRR), un dispositif visant à aider le développement des territoires ruraux principalement à travers des mesures fiscales et sociales. Des mesures spécifiques en faveur du développement économique s'y appliquent également

### Agriculture
En 2010, l'orientation technico-économique de l'agriculture sur la commune est diverses cultures (hors céréales et oléoprotéagineux, fleurs et fruits). Le département a perdu près d'un quart de ses exploitations en 10 ans, entre 2000 et 2010 (c'est le département de la région Centre-Val de Loire qui en compte le moins). Cette tendance se retrouve également au niveau de la commune où le nombre d'exploitations est passé de 16 en 1988 à 7 en 2000 puis à 6 en 2010. Parallèlement, la taille de ces exploitations augmente, passant de 55 ha en 1988 à 153 ha en 2010. 
Le tableau ci-dessous présente les principales caractéristiques des exploitations agricoles duTemple, observées sur une période de 22 ans : 
|                                      | 1988                 | 2000                 | 2010                 |
| Dimension économique                 | Dimension économique | Dimension économique | Dimension économique |
| ------------------------------------ | -------------------- | -------------------- | -------------------- |
| Nombre d'exploitations (u)           | 16                   | 7                    | 6                    |
| Travail (UTA)                        | 26                   | 15                   | 12                   |
| Surface agricole utilisée (ha)       | 877                  | 911                  | 919                  |
| Cultures                             |                      |                      |                      |
| Terres labourables (ha)              | 753                  | 856                  | 898                  |
| Céréales (ha)                        | 493                  | 439                  | 514                  |
| dont blé tendre (ha)                 | 352                  | 285                  | 307                  |
| dont maïs-grain et maïs-semence (ha) | 64                   | s                    | s                    |
| Tournesol (ha)                       | 31                   |                      | s                    |
| Colza et navette (ha)                | 85                   | 133                  | 157                  |
| Élevage                              |                      |                      |                      |
| Cheptel (UGBTA)                      | 490                  | 393                  | 289                  |

.

## Culture locale et patrimoine

### Héraldique
|  | Les armoiries du Temple se blasonnent ainsi : Parti d'or et d'azur aux trois besants de l'un en l'autre, au chef émanché parti de sable et d'argent. |